# Poecilotheria miranda
Poecilotheria miranda é uma espécie de aranha pertencente à família Theraphosidae (tarântulas).